# Antonio Quarracino
Antonio Quarracino, né le 8 août 1923 à Pollica, dans la province de Salerne en Campanie et mort le 28 février 1998 à Buenos Aires, est un cardinal argentin, archevêque de Buenos Aires de 1990 à sa mort.

## Biographie
Antonio Quarracino est né à Pollica en Italie. Sa famille immigra en Argentine lorsqu'il avait 4 ans.

### Prêtre
Quarracino est ordonné prêtre le 22 décembre 1945 pour le diocèse de Mercedes-Luján en Argentine, pays où il restera jusqu'à sa mort.

### Évêque
Nommé évêque de Nueve de Julio le 3 février 1962, il est consacré le 8 avril suivant.
Il est ensuite nommé évêque d'Avellaneda le 3 août 1968, puis archevêque de La Plata le 18 décembre 1985, remplaçant Antonio José Plaza, l'un des plus fervents soutiens de la dictature militaire (1976-1983), et enfin archevêque de Buenos Aires le 10 juillet 1990. Il devient en outre évêque des catholiques argentins de rites orientaux le 30 octobre 1990.

### Cardinal
Il est créé cardinal par Jean-Paul II lors du consistoire du 28 juin 1991 avec le titre cardinal-prêtre de S. Maria della Salute a Primavalle.
Il meurt le 28 février 1998 à Buenos Aires.